# 穆蛭属
穆蛭属（学名：Mooreotorix），也称穆尔蛭属，为舌蛭科的一属动物。

## 下属物种
- 鳖穆蛭 Mooreotorix cotylifer Blanchard, 1898
- 双四穆尔蛭 Mooreobdella quaternaria